# Canton de Saint-Germain-Laval
Le canton de Saint-Germain-Laval est une ancienne division administrative française située dans le département de la Loire et la région Rhône-Alpes.

## Géographie
Ce canton était organisé autour de Saint-Germain-Laval dans l'arrondissement de Roanne. Son altitude variait de 281 m (Bully) à 889 m (Saint-Martin-la-Sauveté) pour une altitude moyenne de 475 m.

## Représentation

### Conseillers d'arrondissement (de 1833 à 1940)
| Période                                  | Période      | Identité                              | Étiquette                | Qualité |
| ---------------------------------------- | ------------ | ------------------------------------- | ------------------------ | --- |
| 1833                                     | 1848         | Jean François Étaix (1794-1881)       |                          | Juge de paix, propriétaire à Dancé                                                                          |
|                                          |              |                                       |                          | |
| 1861                                     |              | Jean-Marie Chamboduc de Saint-Pulgent |                          | Maire de Saint-Martin-la-Sauveté                                                                            |
|                                          |              |                                       |                          | |
| av.1877                                  | 1887 (décès) | Benoit Beaujeu (1832-1887)            |                          | Maire de Saint-Germain-Laval (1876-1887)                                                                    |
| 23 mai 1887                              | 1889         | Antoine Laurent Dallières (1822-1894) | Opportuniste             | Notaire, maire de Saint-Polgues                                                                             |
| 1889                                     | 1895         | Léopold Simon (1834-1910)             |                          | Propriétaire à Saint-Julien-d'Oddes                                                                         |
| 1895                                     | 1904         | Claude Devaux                         |                          | Clerc de notaire à Saint-Polgues                                                                            |
| 1904                                     | 1919         | Albert Boël                           | Républicain progressiste | Médecin à Saint-Germain-Laval                                                                               |
| 1919                                     | 1928         | André Rajat (1851-1935)               | Républicain progressiste | Rentier à Saint-Germain-Laval                                                                               |
| 1928                                     | 1940         | Henri Durantet                        | Droite                   | Médecin à Saint-Germain-Laval                                                                               |
| 1940                                     |              |                                       |                          | Les conseils d'arrondissement ont été suspendus par la loi du 12 octobre 1940 et n'ont jamais été réactivés |
| Les données manquantes sont à compléter. |              |                                       |                          | |

### Conseillers généraux de 1833 à 2015
| Période | Période      | Identité                                     | Étiquette          | Qualité |
| ------- | ------------ | -------------------------------------------- | ------------------ | --- |
| 1833    | 1870 (décès) | Camille Meaudre de Sugny (1795-1870)         | Droite             | Propriétaire, maire de Nervieux                                                                                         |
| 1870    | 1877         | Anatole Meaudre de Sugny (fils du précédent) | Droite             | Propriétaire, maire de Nervieux puis de Saint-Germain-Laval                                                             |
| 1877    | 1919         | Pierre Bourganel                             | Union républicaine | Propriétaire agricole Député (1885-1889) Sénateur (1897-1920) - Maire de Pommiers                                       |
| 1919    | 1940         | Albert Boël,                                 | URD                | Médecin, conseiller municipal de Saint-Germain-Laval, conseiller d'arrondissement                                       |
|         |              |                                              |                    | |
| 1943    | 1945         | Henri Durantet (1886-1967)                   | Droite             | Médecin Conseiller d'arrondissement, conseiller municipal de Saint-Germain-Laval Nommé conseiller départemental en 1943 |
|         |              |                                              |                    | |
| 1945    | 1958         | Attale Boël (1903-1989, fils d'Albert Boël)  | DVD                | Médecin à Roanne |
| 1958    | 1976         | Robert Lugnier (1894-1984)                   | CNI                | Gérant de banque Maire de Saint-Germain-Laval                                                                           |
| 1976    | 1982         | Georges Ernst (1921-2013)                    | DVG                | Fonctionnaire au Ministère de la Justice Maire de Bully (1971-2001) Ancien conseiller régional (1974-1976)              |
| 1982    | 2000 (décès) | Bernard Roire (1944-2000)                    | DVD                | Médecin à Saint-Germain-Laval                                                                                           |
| 2000    | 2015         | André Cellier                                | DVD                | Infirmier Maire de Saint-Polgues                                                                                        |

## Composition
Le canton de Saint-Germain-Laval groupait quatorze communes et comptait 5 643 habitants (recensement de 1999 sans doubles comptes).
| Communes                  | Population (2012) | Code postal | Code Insee |
| ------------------------- | ----------------- | ----------- | ---------- |
| Amions                    | 281               | 42260       | 42004      |
| Bully                     | 372               | 42260       | 42027      |
| Dancé                     | 140               | 42260       | 42082      |
| Grézolles                 | 278               | 42260       | 42106      |
| Luré                      | 144               | 42260       | 42125      |
| Nollieux                  | 140               | 42260       | 42160      |
| Pommiers                  | 383               | 42260       | 42173      |
| Saint-Georges-de-Baroille | 299               | 42510       | 42226      |
| Saint-Germain-Laval       | 1570              | 42260       | 42230      |
| Saint-Julien-d'Oddes      | 251               | 42260       | 42243      |
| Saint-Martin-la-Sauveté   | 947               | 42260       | 42260      |
| Saint-Paul-de-Vézelin     | 294               | 42590       | 42268      |
| Saint-Polgues             | 220               | 42260       | 42274      |
| Souternon                 | 321               | 42260       | 42303      |

## Démographie
| 1962  | 1968  | 1975  | 1982  | 1990  | 1999  | 2009 |
| ----- | ----- | ----- | ----- | ----- | ----- | ---- |
| 5 582 | 6 132 | 5 705 | 5 504 | 5 277 | 5 252 | -    |